# Skvalmurtjärnen
Skvalmurtjärnen är en sjö i Gävle kommun i Gästrikland och ingår i Hamrångeåns huvudavrinningsområde.